# Шадриха (приток Оби)
Шадриха — река в России, протекает в Алтайском крае. Устье реки находится в 3456 км от устья по левому берегу реки Обь. Длина реки составляет 17 км, площадь водосборного бассейна 144 км².
Притоки — Сениха, Солоновка, Колесничиха, Ткачиха.

## Данные водного реестра
По данным государственного водного реестра России относится к Верхнеобскому бассейновому округу, водохозяйственный участок реки — Обь от слияния рек Бия и Катунь до города Барнаул, без реки Алей, речной подбассейн реки — бассейны притоков (Верхней) Оби до впадения Томи. Речной бассейн реки — (Верхняя) Обь до впадения Иртыша.
Код водного объекта — 13010200312115200001085.